# Chiesa dei Trinitari
La chiesa dei Trinitari (in francese église des Trinitaires de Vianden, in lussemburghese Trinitarierkierch) è una chiesa cattolica situata nella città di Vianden in Lussemburgo.

## Storia
Nel 1248, il conte Enrico I di Vianden donò all'Ordine della Santissima Trinità un ospizio situato ai piedi del suo castello. I Trinitari vi fondarono un convento con una chiesa frequentata anche dai fedeli che vivevano nelle vicinanze, non senza provocare il malcontento dei Templari, i quali avevano in carico la parrocchia di Roth. Questa comprendeva fino ad allora anche l'abitato di Vianden, servito dalla vicina chiesa situata sulla riva sinistra dell'Our, oggi nota come la chiesa di San Nicola. A partire dal 1256, la chiesa dei Trinitari divenne la parrocchiale per la parte di Vianden sulla riva destra del fiume, mentre la parte sulla riva sinistra rimase in carico ai Templari.
Nel 1498, un incendio distrusse la chiesa, la quale fu ricostruita riutilizzando alcuni dei materiali del vecchio edificio del XIII secolo. Nel 1644, il coro dei religiosi che prolungava la navata meridionale fu sostituito da una nuova costruzione più spaziosa. La tribuna e l'organo furono aggiunti sullo stesso lato nel 1693.
Quando l'Ordine dei Trinitari fu soppresso nel 1783, la chiesa continuò a servire come parrocchiale.
La chiesa è classificata come patrimonio culturale nazionale.

## Descrizione
La chiesa sorge nel centro storico di Vianden nell'abitato sulla riva sinistra del fiume Our.
L'edificio presenta una struttura a due navate di uguale altezza, con chiostro adiancente.

## Galleria d'immagini

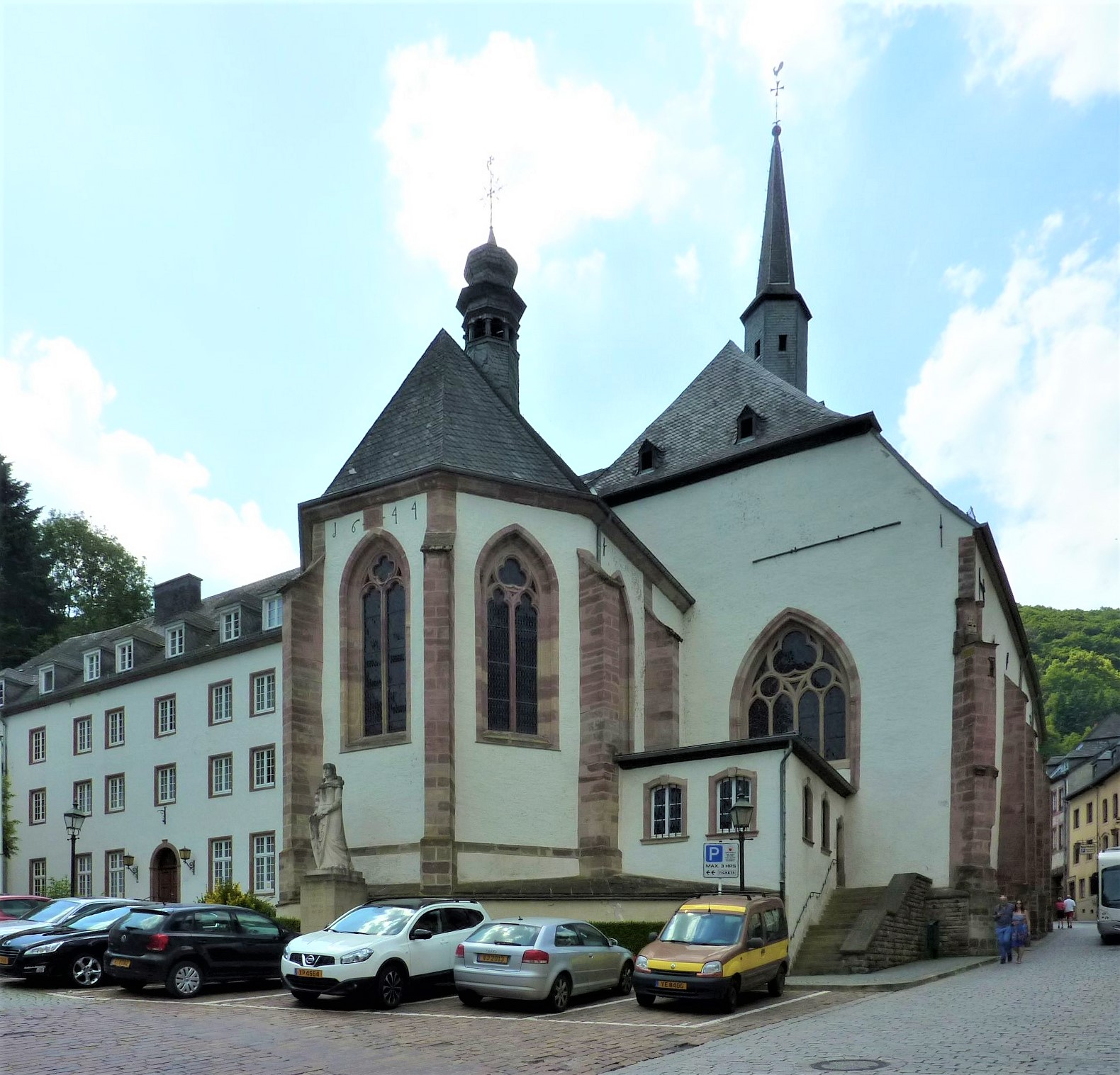
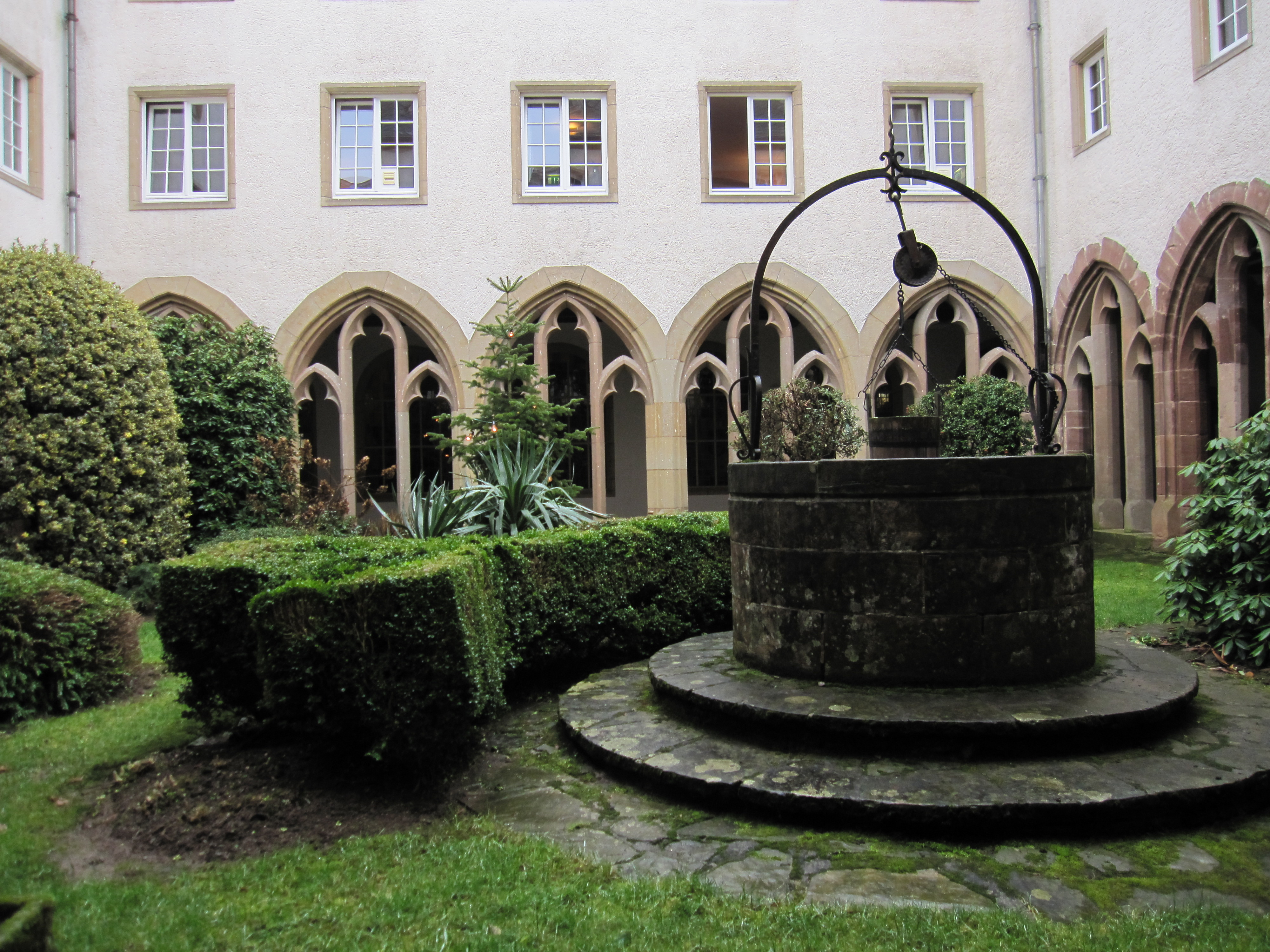
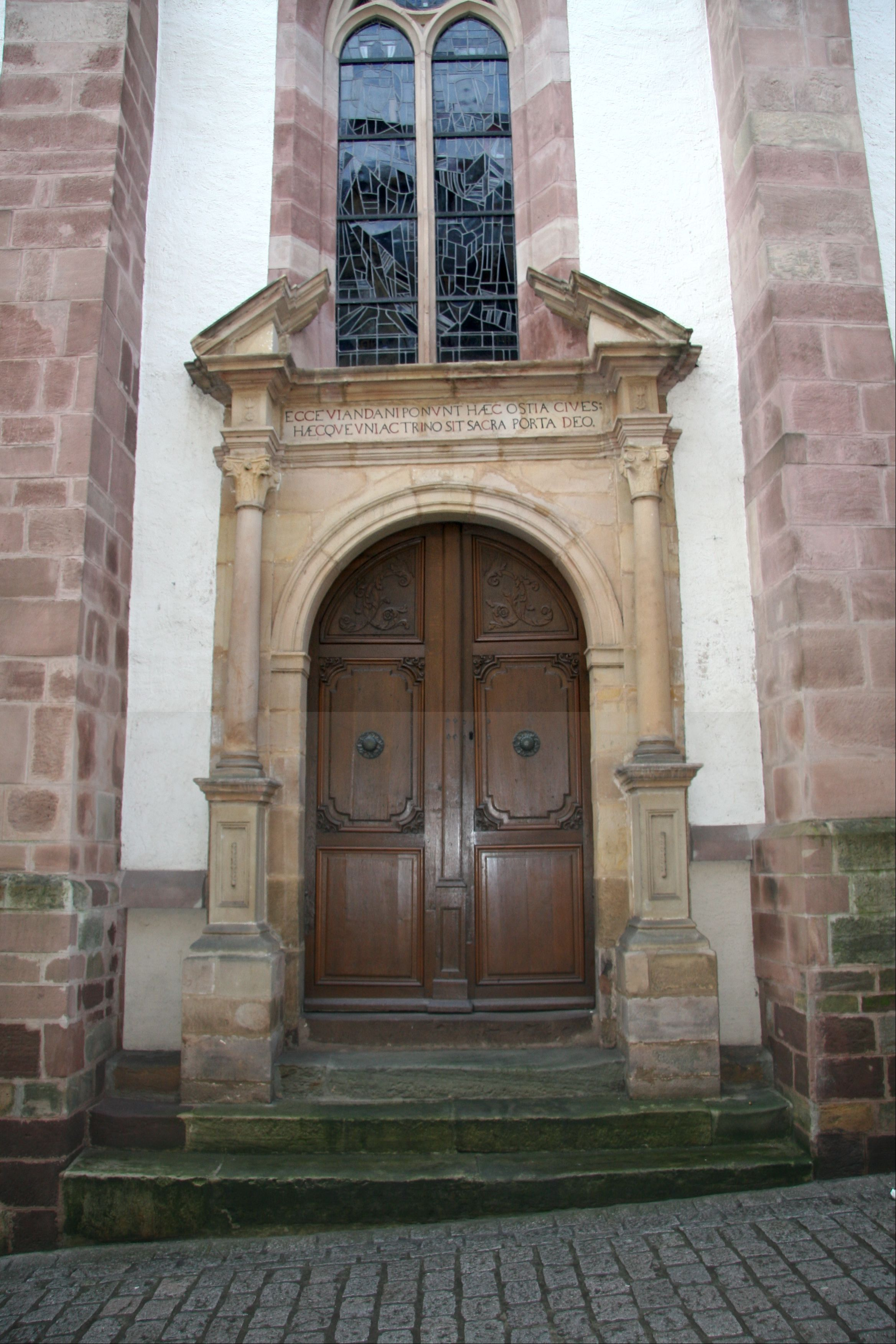